# Aleida Núñez
Aleida Araceli Núñez Flores (Lagos de Moreno, Jalisco; 4 de janeiro de 1981) é uma atriz mexicana mais conhecida por interpretar Gardênia em Mañana es Para Siempre e Alzira em Cuando Me Enamoro.

## Biografia
Aleida inciou sua carreira no mundo artístico como a "Rainha da Beleza" em diversos certámenes regionais no México, durante sua adolescência. Em 1994 obteve o segundo lugar em Nuestra Belleza Guanajuato, concurso estadual que classifica para o nacional Nuestra Belleza México. Após esse fato ela iniciou sua carreira nos meios de comunicação, sendo apresentadora de distintos programas no canal 10 da cidade de León estado de Guanajuato. Também foi modelo, publicitária e de passarela, antes de ser atriz.
Aleida é formada em comunicacão pela Universidad del Bajío, em León, Guanajuato.
Em 1998 emigrou-se para a Cidade do México para iniciar curso de atuação pelo Centro de Educación Artística (CEA) da Televisa, do qual ela concluiu em 2000, e de imediato obteve seu primeiro papel importante como a filha de Angélica María na obra de comédia Mamá nos quita los novios", da qual realizou uma extensa turnê pelo país com Angélica María e Julio Alemán.
Participou mais adiante nas telenovelas El manantial, Salomé, Entre el amor y el odio, Las vías del amor, Mariana de la noche, Contra viento y marea, La fea más bella e Destilando amor.
Outro âmbito em que ela demonstra suas qualidades, e com a apresentação de programas de televisão, foi apresentadora esporádica de programas como "Vida TV", e "Festival de Humor". Atualmente Aleida é apresentadora do programa "Viva la Mañana" no Canal 4 da Televisa.
Ao longo de sua carreira, ela também é cantora, trabalhando em projeto para um disco de música com uma banda, sob a produção de Toño Berumen, mas o material nunca foi lançado por problemas contratuais. Desde o princípio de 2007, ela fez apresentações em várias partes do México, com um gênero musical que vai desde baladas até pop.
Desde 2005 ela foi capa de algumas revistas mexicanas. Sua aparição na "revista FHM" (For Him Magazine México), em agosto de 2006, foi o exemplar mais vendido desta publicação naquele ano.
Os seus papéis modestos de suas aparições televisivas, fez com ela se torna-se mais popular por sua vida amorosa e seu físico. Aleida manteve uma longa relação amorosa com o ator Juan Ferrara, e para ela foram atribuído romances com outras figuras do espetáculo. Desde o final de 2005, Aleida está em uma relação estável com uma pessoa fora do meio artístico.
No ano de 2008, Aleida atuou na telenovela Mañana es para siempre, um grande sucesso em vários países, nesta telenovela ela teve sua personagem Gardenia a mais atuante na trama, atuando com os atores Alejandro Ruiz, Silvia Navarro e Fernando Colunga entre outros grandes atores.
Em 2010, interpretou Alfonsina na telenovela Cuando me enamoro, atuando de novo ao lado de Silvia Navarro e Juan Soler.
Em 2012, participou da telenovela Un refugio para el amor interpretando Violeta/Coral, atuando ao lado de Zuria Vega e Gabriel Soto.
Em 2014, interpretou Irma na telenovela Hasta el fin del mundo, atuando ao lado de Marjorie de Sousa e David Zepeda.
Em 2017, interpretou Gloriana na telenovela El Bienamado, atuando ao lado de Jesús Ochoa. Por esta atuação, ganhou um prêmio junto com Francisco Gattorno.

## Filmografia

### Telenovelas
- Corazón guerrero (2022) - Selena Recuero
- La mexicana y el güero (2020-2021) - Rosenda
- Por amar sin ley (2018) - Milena Téllez
- El Bienamado (2017) - Gloriana
- Hasta el fin del mundo (2014-2015) - Irma Fernández
- Un refugio para el amor (2012) - Violeta Ramos / Violeta Trueba Ramos / Coral
- Cuando me enamoro (2010-2011) - Alfonsina Campos Flores de Fierro
- Mañana es para siempre (2008-2009) - Gardenia Campillo
- Las tontas no van al cielo (2008) - Jazmín Rodríguez
- La fea más bella (2006-2007) - Jazmín García
- Destilando amor (2007) - Apresentadora
- Contra viento y marea (2005) - Perla
- Mariana de la noche (2003-2004) - Miguelina de Páramo
- Las vías del amor (2002-2003) - Lucy
- Entre el amor y el odio (2002) - Amelia
- Salomé (2001-2002)
- El manantial (2001) - Estudante da faculdade

### Séries
- Mujeres Asesinas

Episódio "Candida, esperanzada" (2008) - Dóris 
 Episódio "Elvira y Mercedes, Justicieras" (2010) - Mercedes
- Par de ases (2005)
- Mujer, casos de la vida real (2001-2005)

### Programas
- Viva la mañana (2005) - Condutora
- Festival del Humor (2002-2003) - Condutora

### Teatro
- ¿Por qué los hombres aman a las cabronas? (2016)
- Hasta el fin del mundo cantaré (2014)

## Ligações Externas
- Aleida Núñez. no IMDb.
- Aleida Núñez no Facebook
- Aleida Núñez no X
- «Vídeo de Aleida Núñez»
- «Fotos de Aleida Núñez»